# Pediobius cariniscutum
Pediobius cariniscutum är en stekelart som först beskrevs av Girault 1915.  Pediobius cariniscutum ingår i släktet Pediobius och familjen finglanssteklar. Inga underarter finns listade i Catalogue of Life.